# 宇宙戰隊九連者 THE MOVIE Goes Indaver的逆襲
《宇宙戰隊九連者 THE MOVIE Goes Indaver的逆襲》（日语：宇宙戦隊キュウレンジャー THE MOVIE ゲース・インダベーの逆襲），是日本特攝節目《宇宙戰隊九連者》於2017年8月5日上映的劇場版作品，香港於2018年11月22日上映。
此外日本當地同步上映《假面騎士EX-AID》劇場版《劇場版 假面騎士EX-AID True·Ending》。香港同步上映《假面騎士Build》劇場版《劇場版 假面騎士Build Be The One》。

## 概要
- 本作為《宇宙戰隊九連者》的獨立劇場版。

## 故事
讓哭泣的孩子安靜的“史上最破天荒的超級戰隊”，宇宙戰隊九連者！巨大人工慧星Goes Star，即將與地球產生衝突的72小時！要阻止巨大的敵人侵襲，必須集齊散落在宇宙的三枚擁有不可思議力量的石頭。從惑星到惑星，宇宙巡迴大冒險！

## 登場人物

### 宇宙戰隊九連者
- 拉奇 / 獅子紅 -岐洲匠
- 斯汀格 / 天蠍橘 -岸洋佑
- 加魯 / 野狼藍 -CV:中井和哉
- 巴蘭斯 / 天秤金 -CV:小野友樹
- 查普 / 金牛黑 -CV:大塚明夫
- 納卡・雷 / 蛇夫銀 -山崎大輝
- 哈米 / 變色龍綠 -大久保櫻子
- 拉普達 283 / 天鷹粉紅 -CV:M·A·O
- 斯帕達 / 劍魚黃 -榊原徹士
- 蕭・龍波 /  天龍司令 -CV:神谷浩史
- 佐久間小太郎 / 小熊天藍 -田口翔大
- 鳳劍岳 / 鳳凰士兵 -南圭介

### 本作登場人物
蓋斯·因達貝 Goes Invader（ゲース・インダベー）
出身星系：惑星Nanska（天燕座星系）
身高：182cm
體重：69kg
裝備：ゲース・スター、ゲースナイパー、ゲースカリバー
分類：人型宇宙人
於本作中登場，為Jerk Matter獨立部隊的隊長，本名為「霍·可羅（ホイ・コウロー）」。
原為反抗軍Rebellion戰士之一，同時也是蕭·龍波的夥伴，後因想利用所研究的可魯貝羅斯之力為惡，而遭到蕭·龍波流放，轉而投效Jerk Matter，亦成為後來的Goes Invader。
創造出惑星破壊用的巨大人工彗星『Goes Star（ゲース・スター）』的目的在於毀滅掉地球，進而獲得傳說中的宇宙的破壞神『可魯貝羅斯』
最後在與蕭·龍波變身的天龍司令一戰中被擊敗。
歐莫·因達貝 Ommo Invader（オーモ・インダベー）
出身星系：Jerk Matter實驗室
身高：（巨大化）：196cm（45.1m）
體重：（巨大化）：194cm（446.2t）
裝備：フリーザー・クサリィ
分類：戦闘疑似生命體
於本作中登場，Goes Indaver的部下，以怪力自豪的重量級戰士，擅長摔角及肉搏戰。
在被九連者打敗後巨大化，先和地獄里昂斯對戰，後和巨鳳王對戰，最後被擊敗。
卡爾·因達貝 Kaal Invader（カール・インダベー）
出身星系：Jerk Matter實驗室
身高：180cm
體重：146kg
裝備：フライングロッド
分類：戦闘疑似生命體
於本作中登場，Goes Indaver的部下，槍劍的攻擊及摩托車的機動力是他的武器。
最後被九連者擊敗

## 戰力

### 地獄犬航行者 （ケルベロスボイジャー， Cerberus Voyager）
【基本資料】
| 機體高度 | 機體寬度 | 機體長度 | 機體重量 | 機體航速          | 機組力量輸出 |
| -------- | -------- | -------- | -------- | ----------------- | ------------ |
| 17.5m    | 38.0m    | 43.0m    | 1300t    | 1.2馬赫（大氣中） | 1100萬馬力   |

於本作劇場版中登場的機組，外觀為地獄犬造型的宇宙巡航機（スペースクルーザー）。
遥遠的從前，宇宙中恐怖的冥王 - 哈帝斯的看守犬，傳説一般的存在。
擁有宇宙最巨大的力量，行星等級的星球也能够輕易地破壞。

### 地獄里昂斯（ケルべリオス，Cerberrios）
【基本資料】
| 機體高度              | 機體寬度 | 機體厚度 | 機體重量 | 機體航速 | 機組力量輸出 |
| --------------------- | -------- | -------- | -------- | -------- | ------------ |
| 45.7m （最大：9999m） | 38.0m    | 16.8m    | 2500t    | 500km/h  | 2200萬馬力   |

為繼九連王之後的第二台由5台航行者合體而成的究極宇宙機器人，只在劇場版登場。
除地獄犬航行者（胴體）以外，其餘9台航行者（雙手和雙腳）分别可以自由地和地獄犬航行者組合變換出3024種對接組合，發揮出各種各樣的特性。

#### 05, 06, 07, 09, 111
由地獄犬航行者（胴體）、蝘蜓航行者（左手）、旗魚航行者（右手）、蛇夫航行者（左腳）和公牛航行者（右腳）合體而成。
地獄里昂斯的基本形態。
必殺技為「地獄里昂斯最終衝擊（ケルべリオスファイナルインパクト）」。

#### 02, 03, 06, 08, 111
由地獄犬航行者（胴體）、豺狼航行者（左手）、蛇夫航行者（右手）、天鷹航行者（左腳）和天蠍航行者（右腳）合體而成。
地獄里昂斯的第一個轉換形態。

#### 02, 04, 07, 09, 111
由地獄犬航行者（胴體）、天蠍航行者（左手）、天秤航行者（右手）、旗魚航行者（左腳）和蝘蜓航行者（右腳）合體而成。
地獄里昂斯的第二個轉換形態。

#### 04, 06, 07, 09, 111
由地獄犬航行者（胴體）、天秤航行者（左手）、蛇夫航行者（右手）、蝘蜓航行者（左腳）和旗魚航行者（右腳）合體而成。
地獄里昂斯的第三個轉換形態。

#### 02, 03, 08, 11, 111
由地獄犬航行者（胴體）、天蠍航行者（左手）、天鷹航行者（右手）、熊航行者（左腳）和豺狼航行者（右腳）合體而成。
地獄里昂斯的第四個轉換形態。

### Jerk Matter
- Goes Star（ゲース・スター）

## 相關用語、道具及設定

### 道具
- 可魯貝羅斯之石（ケルベロスストーン）

- 地獄犬座球玉（ケルベロスキュータマ）

- 御夫座球玉（ギョシャキュータマ）

- 唧筒座球玉（ポンプキュータマ）

### 惑星
- Husky（ハスキー）

本作中登場的三惑星之一，為岩石遍布的惑星。
此星球命名自「哈士奇」。
- Bull（ブル）

本作中登場的三惑星之一，為冰天雪地的惑星。
此星球命名自「鬥牛犬」。
- Dober（ドーベル）

本作中登場的三惑星之一，為充滿都市廢墟的惑星。
此星球命名自「杜賓犬」。

## 演員
- Lucky / 獅子紅（聲） - 岐洲匠（台配：鈕凱暘；港配：簡懷甄）
- Stinger / 天蠍橙（聲） - 岸洋佑（台配：陳彥鈞；港配：杜景煜）
- Naga Ray / 蛇夫銀（聲） - 山崎大輝（台配：胡鎮璽；港配：伍博民）
- Hammy / 蝘蜓綠（聲） - 大久保櫻子（台配：李昀晴；港配：楊婉潼）
- Spada / 劍魚黃（聲） - 榊原徹士（台配：歐祖豪；港配：張振熙)
- 佐久間小太郎 / 小熊天藍（聲） - 田口翔大（台配：連思宇；港配：張惠雯）
- 鳳劍岳 / 鳳凰士兵（聲） - 南圭介（台配：歐祖豪；港配：待確認）
- 霍·可羅 / Goes Indaver（聲） - 田村亮（倫敦靴子一號二號）（台配：待確認；港配：楊啟健）
- Hoshi★Minato - 松本寬也

### 配音演出
- Garu / 豺狼藍 - 中井和哉（台配：胡鎮璽；港配：郭湛深）
- Balance / 天秤金 - 小野友樹（台配：鈕凱暘；港配：何偉誠）
- Champ / 金牛黑 - 大塚明夫（台配：歐祖豪；港配：陳力航）
- Raptor 283 / 天鷹粉紅 - M・A・O（台配：連思宇；港配：駱慧怡）
- 蕭·龍波 / 天龍司令 - 神谷浩史（台配：陳彥鈞；港配：何偉誠）
- Ommo Indaver - HG（Razor Ramon）
- Kaal Indaver - RG（Razor Ramon）
- 播報員 - 堀川仁
- 旁白、星座衝擊槍（音效） - 木村昴（台配：胡鎮璽；港配：待確認）

## 外部連結
- 官方網站（页面存档备份，存于）（日語）